# Discografia di King Diamond
Questa voce contiene la discografia di King Diamond.

## Con i Mercyful Fate
Album in studio
- 1983 - Melissa
- 1984 - Don't Break the Oath
- 1993 - In the Shadows
- 1994 - Time
- 1996 - Into the Unknown
- 1998 - Dead Again
- 1999 - 9

EP
- 1982 - Nuns Have No Fun
- 1994 - The Bell Witch
- 1999 - The Curse of Evil CD promozionale della rivista Metal Hammer greca.

Raccolte
- 1987 - The Beginning
- 1992 - Return of the Vampire
- 1992 - A Dangerous Meeting Include 9 tracce di King Diamond
- 2003 - The Best of Mercyful Fate

Singoli
- 1983 - Black Masses
- 1993 - Egypt
- 2009 - Evil

## King Diamond and Black Rose
- 2001 - 20 Years Ago: A Night of Rehearsal (raccolta)

## King Diamond

### Album in studio
| 1986                                                                                    | Fatal Portrait - Pubblicato: 17 febbraio 1986 - Etichetta: Roadrunner          | —   | 33 | —  | —  | —  |
| 1987                                                                                    | Abigail - Pubblicato: 21 ottobre 1987 - Etichetta: Roadrunner                  | 123 | 39 | —  | 68 | —  |
| 1988                                                                                    | "Them" - Pubblicato: 13 settembre 1988 - Etichetta: Roadrunner                 | 89  | 38 | —  | 65 | —  |
| 1989                                                                                    | Conspiracy - Pubblicato: 21 agosto 1989 - Etichetta: Roadrunner                | 111 | 41 | —  | 64 | 67 |
| 1990                                                                                    | The Eye - Pubblicato: 30 ottobre 1990 - Etichetta: Roadrunner                  | 179 | —  | —  | —  | —  |
| 1995                                                                                    | The Spider's Lullabye - Pubblicato: 6 giugno 1995 - Etichetta: Metal Blade     | —   | —  | 31 | —  | —  |
| 1996                                                                                    | The Graveyard - Pubblicato: 1 ottobre 1996 - Etichetta: Massacre               | —   | —  | 23 | —  | —  |
| 1998                                                                                    | Voodoo - Pubblicato: 24 febbraio 1998 - Etichetta: Massacre                    | —   | 55 | 27 | —  | —  |
| 2000                                                                                    | House of God - Pubblicato: 20 giugno 2000 - Etichetta: Massacre                | —   | 60 | —  | —  | —  |
| 2002                                                                                    | Abigail II: The Revenge - Pubblicato: 29 gennaio 2002 - Etichetta: Metal Blade | —   | 42 | 24 | —  | —  |
| 2003                                                                                    | The Puppet Master - Pubblicato: 21 ottobre 2003 - Etichetta: Massacre          | —   | 36 | —  | —  | —  |
| 2007                                                                                    | Give Me Your Soul...Please - Pubblicato: 26 giugno 2007 - Etichetta: Massacre  | 174 | 28 | 25 | —  | —  |
| "—" indica che non è entrato in classifica o non è stato distribuito in quella nazione. |                                                                                |     |    |    |    |    |

### Album dal vivo
| Anno | Titolo                                                                       |
| ---- | ---------------------------------------------------------------------------- |
| 1990 | In Concert 1987: Abigail - Pubblicato: 7 dicembre 1990 - Etichetta: Massacre |
| 2004 | Deadly Lullabyes - Pubblicato: 21 settembre 2004 - Etichetta: Metal Blade    |

### Raccolte
| Anno | Titolo                                                                           |
| ---- | -------------------------------------------------------------------------------- |
| 1992 | A Dangerous Meeting - Pubblicato: 6 ottobre 1992 - Etichetta: Roadrunner         |
| 2001 | Nightmare in the Nineties - Pubblicato: 6 marzo 2001 - Etichetta: Massacre       |
| 2003 | The Best of King Diamond - Pubblicato: 15 settembre 2003 - Etichetta: Roadrunner |
| 2014 | Dreams of Horror - Pubblicato: 11 novembre 2014 - Etichetta: Metal Blade         |

### EP
| Anno | Titolo                                                                               |
| ---- | ------------------------------------------------------------------------------------ |
| 1988 | The Dark Sides (raccolta) - Pubblicato: 1 novembre 1988 - Etichetta: Roadrunner      |
| 1999 | Massacre's Classix Shape Edition (raccolta) - Pubblicato: 1999 - Etichetta: Massacre |

### Box set
- 2001 - Decade Of Horror

### Singoli
- 1985 – No Presents for Christmas
- 1989 – Halloween
- 1987 – The Family Ghost
- 1988 – It's Time for Tea
- 1988 – Welcome Home
- 1990 – Eye of the Witch

### Video Musicali
- 1987 – The Family Ghost
- 1988 – Welcome Home
- 1989 – Sleepless Nights
- 2008 – Give Me Your Soul